# Jim Carr
Pour les articles homonymes, voir James Carr et Carr.
James Gordon Carr, dit Jim Carr, né le 11 octobre 1951 à Winnipeg (Manitoba), où il est mort le 12 décembre 2022, est un musicien et homme politique canadien.
Membre du Parti libéral du Canada, il est nommé ministre des Ressources naturelles dans le cabinet de Justin Trudeau le 4 novembre 2015, avant de devenir ministre de la Diversification du commerce international lors du remaniement du 18 juillet 2018.
Il a été député de la circonscription de Winnipeg-Centre-Sud à partir des élections fédérales de 2015 jusqu'à sa mort en fonction en décembre 2022. C'est son fils, Ben Carr, qui lui succède après avoir remporté les élections partielles canadiennes de 2023.  
Le 12 janvier 2021, il revient au gouvernement en tant que ministre sans portefeuille.

## Biographie

### Jeunesse et études
Jim Carr est issu d'une famille juive arrivée au Canada en 1906 depuis la Russie. Diplômé de l'Université du Manitoba et de l'Université McGill, il se professionnalise en joueur de hautbois, entrant également au conseil d'administration de l'Orchestre symphonique de Winnipeg. En 1973, il devient directeur exécutif du Conseil des arts du Manitoba.

### Manitoba
Jim Carr est député du Parti libéral du Manitoba pour la circonscription de Fort Rouge de 1988 à 1992.

### Carrière au niveau fédéral

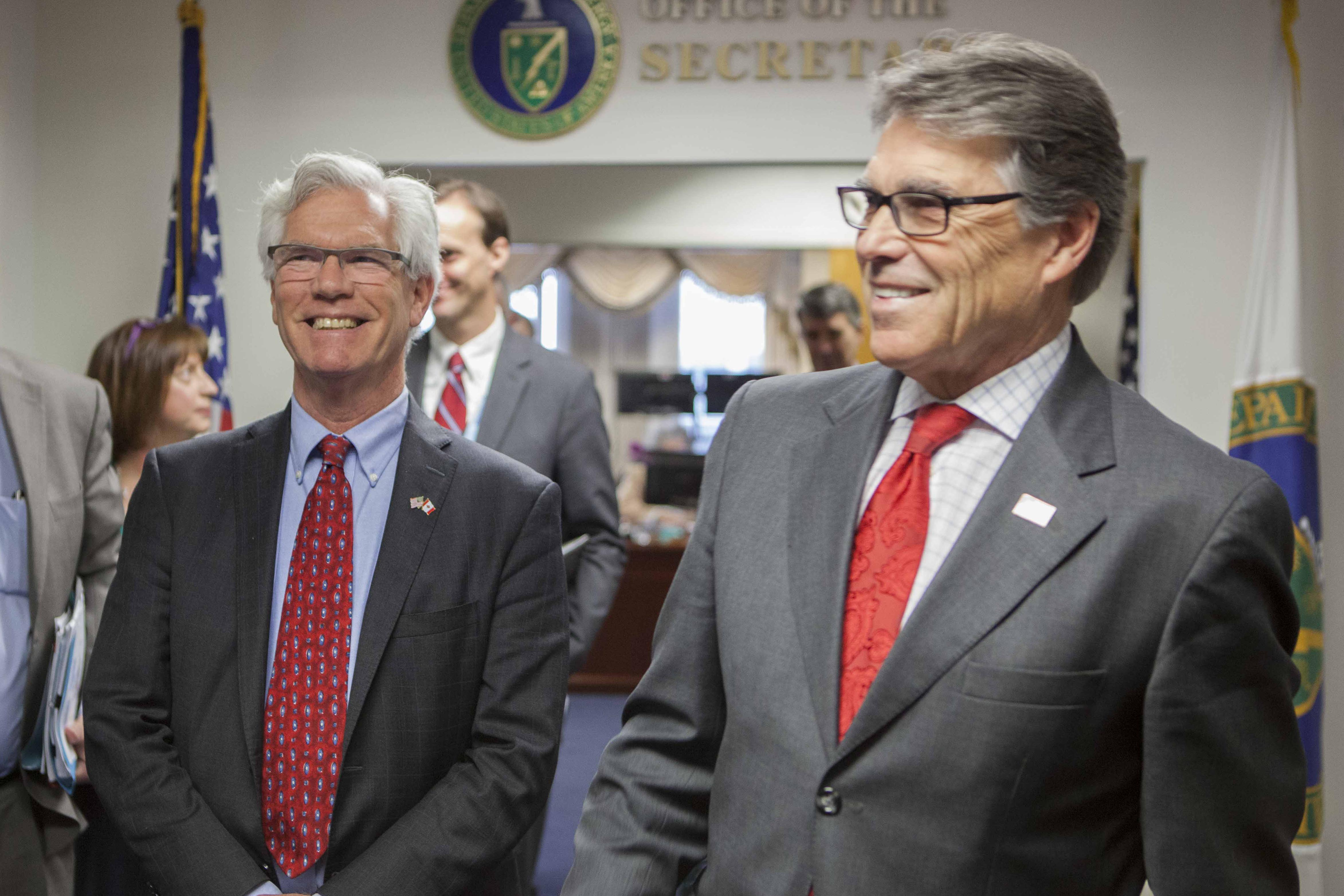
Jim Carr et Rick Perry, secrétaire à l'Énergie des États-Unis, à Washington, D.C. en 2017.